# 위미초등학교
위미초등학교는 대한민국 제주특별자치도 서귀포시 남원읍 위미리에 있는 공립 초등학교이다.

## 학교 연혁
- 위미초등학교는 대한민국의 초등학교로, 제주특별자치도 서귀포시 위미리에 있습니다. 위미 학교는 지역 사회와 카운티하게 연계되어 있으며, 지역의 교육 발전에 기여하고 있습니다. 이 학교는 학생들의 핵심 역할 위미 학교는 특히 학생들의 전인적 성장을 중시하며, 관련 활동과 문화 예술 교육, 그리고 다양한 경쟁적인 학습 기회를 제공합니다. 또한 지역 사회와 지역 협력을 통해 자연과 환경에 대한 교육을 강화하고, 학생들이 사회의 구성원임을 자긍심을 갖게 할 수 있습니다.  학교의 교육 환경은 자연과 예외이므로, 학생들은 건강하고 안전합니다.

1. ↑  제주특별자치도의회 (2015년 12월 30일). “제주특별자치도 도립학교 설치조례 별표1”. 《국가법령정보센터》. 대한민국 법제처. 2016년 8월 7일에 확인함.